# Iglesia de la Asunción de Nuestra Señora (Alboraya)
La iglesia parroquial de la Asunción es un templo católico situado en la plaza de la Constitución, 1, en el municipio de Alboraya. Es Bien de Relevancia Local con identificador número 46.13.013-001.

## Historia
La Iglesia de la Asunción de Nuestra Señora data del siglo XVIII, aunque en 1240 ya aparece en los archivos de la Catedral de Valencia. Consta erigida como parroquia en el siglo XIII.

## Descripción
Es de estilo barroco y origen medieval y forma una manzana junto con la Casa Abadía. La fachada es de mampostería, con la torre-campanario a la derecha. 
En el interior encontramos tres naves con capillas laterales. Las de la derecha dedicadas a San Roque y la Virgen del Carmen, la siguiente a San Pancracio y la Virgen del Rosario, a continuación, la Virgen yacente y la Virgen del Rosario, después San Cristóbal (patrón de Alboraya) y San Cucufate o Cucufato, siguiéndoles San Francisco de Asís, y en el crucero el Santísimo Cristo de la Providencia, con las imágenes de la Virgen y San Juan (donación a la parroquia del Patriarca y Obispo de Valencia, San Juan de Ribera).
Al fondo y dentro de la capilla de la Comunión, está el Sagrario, y en la hornacina, la imagen de la Purísima. Esta capilla está adornada con pinturas de Peris Aragó, representando escenas bíblicas como La Anunciación, El Camino a Emaús, la Expulsión de Adán y Eva del paraíso, La Venida del Espíritu Santo sobre los apóstoles y la Virgen; la Huida a Egipto y la Presentación del Niño al Padre.
En la nave de la izquierda, al principio se halla una capilla forrada de un espléndido mosaico donde se guarda el paso-trono de la Custodia, diversos pendones o banderas de Semana Santa; a la vuelta la Capilla del Milagro, con pinturas murales, donde pueden verse la Arqueta (original) y el Santo Cáliz (copia) que se utilizaron en el año 1348, que ocurrió el Milagro de los peces y una puerta a la calle lateral. Continuando y en primer término está la Capilla de la Virgen de los Desamparados, con una imagen del Niño Jesús y las de San Vicente Ferrer y San Vicente Mártir, y seguidamente el altar dedicado a San Miguel, con tres cuadros: dos a los Beatos Domingo de Alboraya y Sor Amparo Carbonell, así como la Virgen del Pilar, para llegar otra vez al crucero y encontrar el del Corazón de Jesús, con un cuadro de Santa Teresa.
La nave central, se presenta vuelta de medio cañón, acogiendo todos los bancos para los fieles. Al fondo está el presbiterio en mármol de Alicante, así como el retablo del altar central elevado sobre el resto, por cuatro gradas, el cual está dedicado en la hornacina central a la Patrona, la Asunción de Nuestra Señora y sobre ella un bajorrelieve de la Santísima Trinidad y dos hornacinas laterales, dedicadas una a San Pedro (la de la izquierda) y la de la derecha a San Pablo, y debajo, una placa con el dibujo del "Milagro". Las ventanas del cañón, así como las de la vuelta de la bóveda o cúpula están decoradas con vidrieras, hechas por el artista local Juan Ros Marí. Las de la bóveda a los Apóstoles y las del cañón, con motivos marianos. Detrás del altar, se encuentra la Sacristía, que con la Abadía a la izquierda, completan la manzana, situada en la Plaza de la Constitución.